# Сосногорск
Сосногорск (рус. Сосногорск) град је у Русији у Комији.

## Становништво
| 1959.  | 1970.  | 1979.  | 1989.  | 2002.  | 2010.  |
| ------ | ------ | ------ | ------ | ------ | ------ |
| 15.799 | 24.688 | 27.021 | 30.439 | 29.587 | 27.757 |